# Kriegsgräberstätte Hötzelsroda

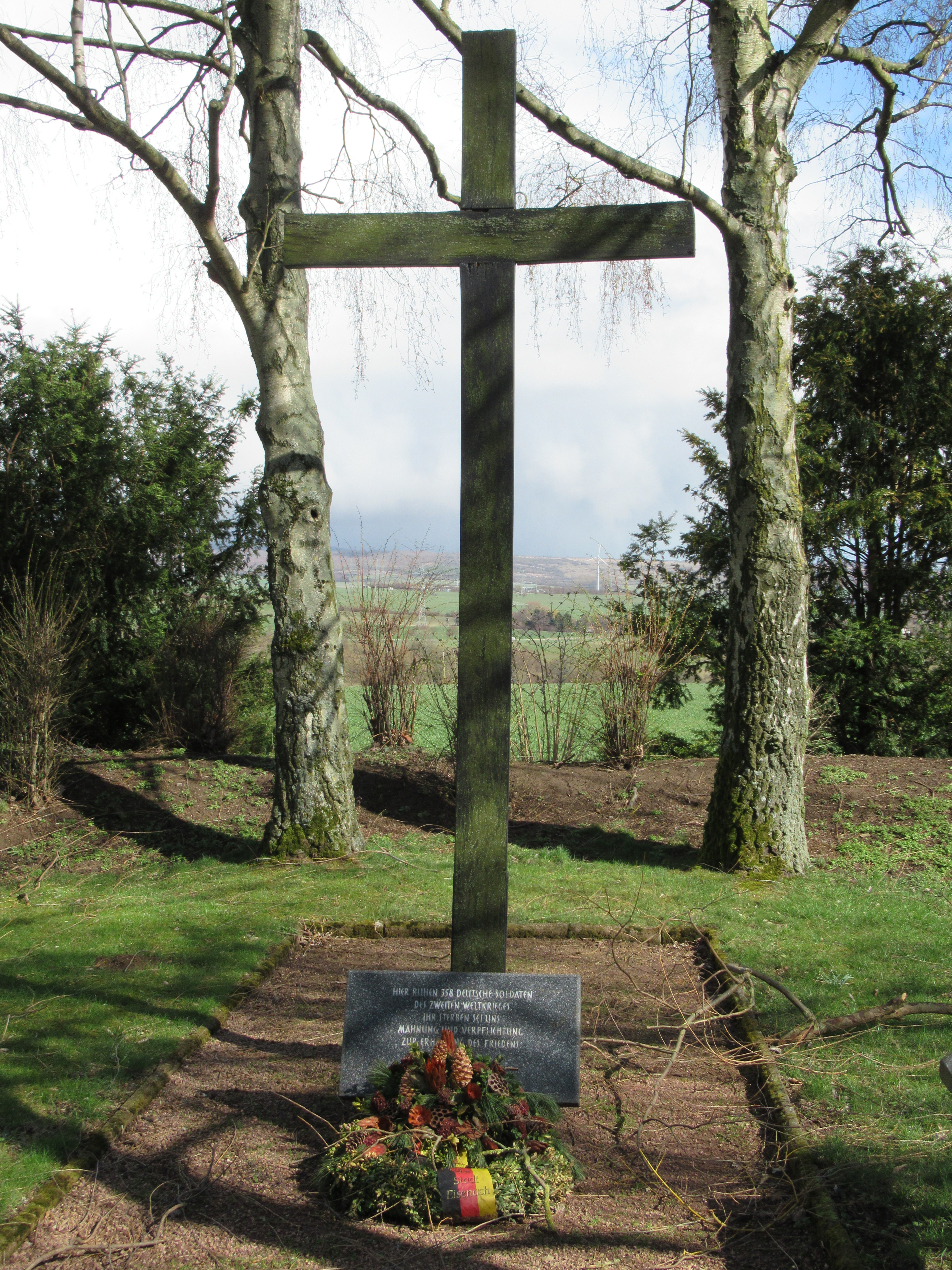
Hochkreuz auf dem Soldatenfriedhof

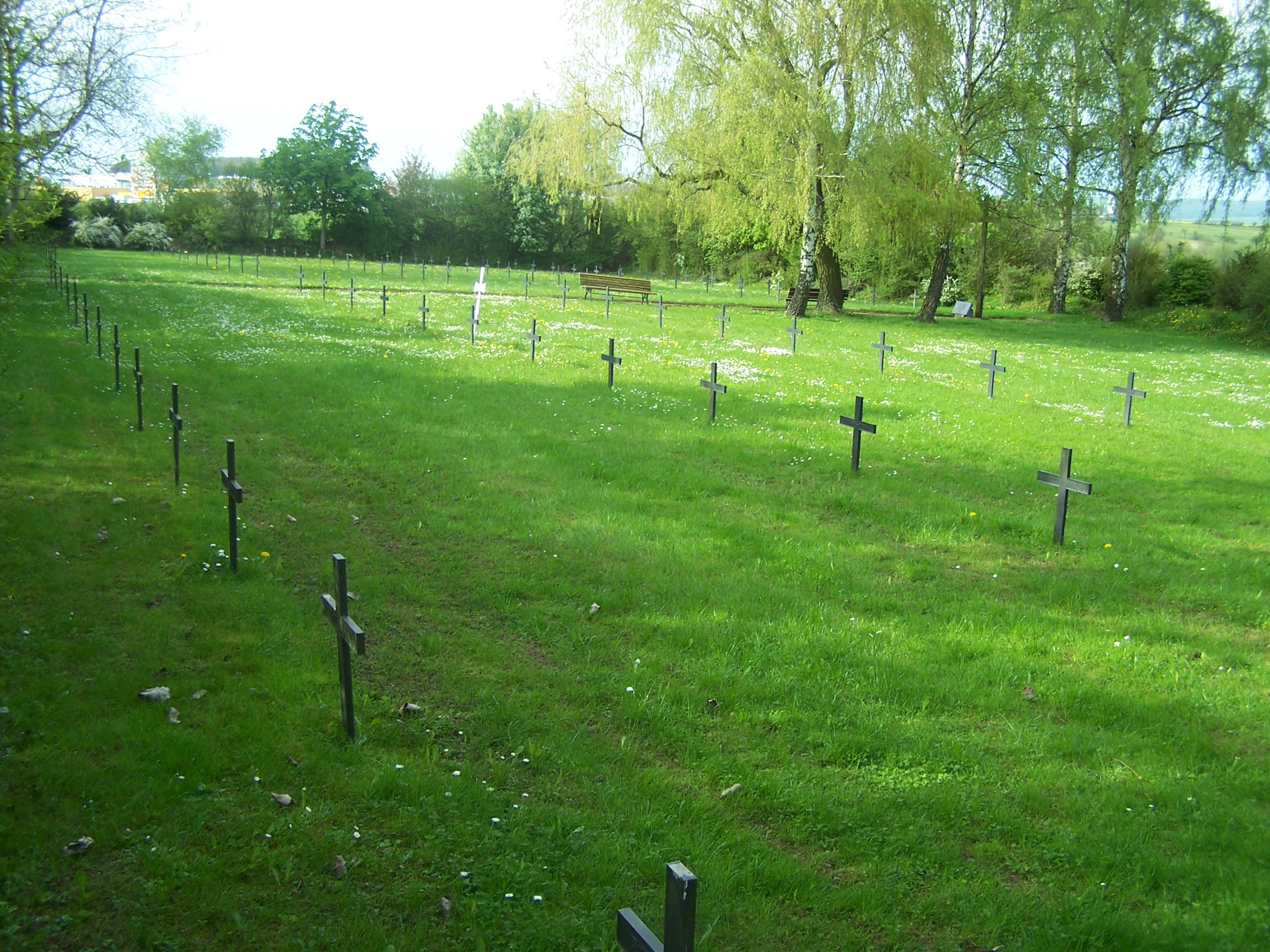
Ehrenfriedhof Dürrerhof

Die Kriegsgräberstätte Hötzelsroda ist ein Soldatenfriedhof und Gedenkstätte im Gebiet der Stadt Eisenach in Thüringen. Die Kriegsgräberstätte liegt nordöstlich von Eisenach unweit des Ortsteiles Hötzelsroda auf dem Gebiet des früheren Landschaftsparks des Herrensitzes Dürrerhof.

## Geschichte
Soldaten der US-Army, die zwischen dem 1. und 6. April 1945 die Stadt Eisenach und ihre Umgebung eingenommen hatten, legten noch im April 1945 nahe dem Dürrerhof einen Soldatenfriedhof für gefallene Soldaten, die bei den Kämpfen um Eisenach und die Werralinie in den letzten Tagen des Zweiten Weltkrieges gestorben waren, an. 375 gefallene Angehörige der Wehrmacht wurden bestattet, von denen einige später umgebettet wurden.
Weitere Beisetzungen aufgefundener Soldaten folgten im Laufe der Jahre, so Anfang der 1990er Jahre die sterblichen Überreste eines in der Ukraine gefallenen deutschen Soldaten. Zuletzt wurde im Oktober 2008 ein in der Nähe von Bucha geborgener gefallener Jagdflieger auf der Kriegsgräberstätte beerdigt. Derzeit gibt es 372 Gräber auf dem Soldatenfriedhof, der ein Zubettungsfriedhof ist.
Die zunächst hölzernen Grabkreuze wurden später durch eiserne Kreuze ersetzt. 1982 wurde der Friedhof auf Kosten des Kreises Eisenach umfangreich umgestaltet und dabei zahlreiche der Eisenkreuze durch Grabsteine ersetzt. 1994 übernahm die Stadt Eisenach die Pflege der Kriegsgräberstätte. Im Frühjahr 1995 begannen in Abstimmung mit dem Volksbund Deutsche Kriegsgräberfürsorge grundlegende Arbeiten für eine Neugestaltung des Areals. Die Kosten in Höhe von 195.000 Deutsche Mark übernahm der Freistaat Thüringen. Der Ehrenfriedhof wurde am 19. November 1995 zum Volkstrauertag wiedereröffnet.
Die Tafel unterhalb des Hochkreuzes trägt folgenden Text: HIER RUHEN 358 DEUTSCHE SOLDATEN DES ZWEITEN WELTKRIEGES. IHR STERBEN SEI UNS MAHNUNG UND VERPFLICHTUNG ZUR ERHALTUNG DES FRIEDENS.
Alljährlich wird am Volkstrauertag im Rahmen einer Feierstunde der Toten gedacht.